# Mario & Sonic ai Giochi olimpici invernali di Sochi 2014
Mario & Sonic ai Giochi olimpici invernali di Sochi 2014 (マリオ&ソニック AT ソチオリンピック?, Mario ando Sonikku ATO Sochi Orinpikku, lett. Mario & Sonic alle Olimpiadi di Sochi) è il quarto capitolo della serie Mario & Sonic. È il primo capitolo della serie ad uscire per Wii U, ed è l'unico a non avere una versione per console portatile.
Nel gioco sono presenti sedici eventi olimpici invernali. A seconda dell'evento sarà necessario utilizzare il Wii U GamePad o il Wii Remote Plus. Sono anche presenti otto eventi sogno ambientati in aree speciali, tra le quali quelle del mondo di Mario e del mondo di Sonic, in cui i personaggi possono usare le loro abilità speciali. L'evento Campione d'inverno è un mix di vari eventi olimpici.

## Modalità
Sono disponibili diverse modalità di gioco: 
- Partita singola: partite di un evento a scelta del giocatore;
- Delirio medley: delle sfide composte da serie di più eventi;
- VS Mondiale: partite in Wi-Fi contro giocatori di tutto il mondo;
- Scontro tra leggende: i 20 personaggi partecipano ad uno scontro in cui dovranno completare livelli e sconfiggere Boss per ottenere un trofeo;
- Quiz e abilità: un evento per più giocatori, unisce un quiz ad eventi olimpici.

## Eventi

### Eventi olimpici
- Sci alpino, discesa libera
- Salto dal trampolino lungo
- Freestyle Moguls
- Freestyle Ski Cross
- Biathlon
- Snowboard, slalom gigante parallelo
- Snowboard Slopstyle
- Snow Cross
- Pattinaggio di Velocità 500 m
- Pattinaggio di Velocità Short Track 1000 m
- Pattinaggio di figura singolo
- Pattinaggio di figura doppio
- Skeleton
- Bob a 4
- Hockey su ghiaccio
- Curling

### Eventi sogno
- Campione d'inverno
- Snowboard Groove
- Pattinaggio spettacolare
- Bobtagne Russe
- Hockey su strade ghiacciate
- Curling Ace
- Battaglia di neve
- Corsa di slitte con Pallottolo Bill

## Doppiaggio italiano
Da questa versione tutti i personaggi della Sega sono doppiati in italiano, mentre quelli della Nintendo vengono lasciati in inglese. Metal Sonic non è doppiato come da tradizione.
Espio è un cameraman, Charmy un arbitro nel pattinaggio e Cream appare in dei minigiochi nel quiz e abilità e raramente nel TG invernale ma non sono doppiati. Orbot e Cubot sono doppiati rispettivamente da Massimo Di Benedetto e Luca Sandri. Eggman Nega è sempre doppiato da Aldo Stella, mentre Jet da Andrea De Nisco che è anche il commentatore.
Di seguito i doppiatori dei personaggi principali della serie, esclusi Metal Sonic, Cream, Espio e Charmy che non sono doppiati.
| Personaggio  | Doppiatore italiano  |
| ------------ | -------------------- |
| Sonic        | Renato Novara        |
| Tails        | Benedetta Ponticelli |
| Knuckles     | Maurizio Merluzzo    |
| Dr. Eggman   | Aldo Stella          |
| Eggman Nega  | Aldo Stella          |
| Amy          | Serena Clerici       |
| Shadow       | Claudio Moneta       |
| Silver       | Davide Albano        |
| Blaze        | Tania De Domenico    |
| Vector       | Diego Sabre          |
| Rouge        | Jasmine Laurenti     |
| Omega        | Marco Pagani         |
| Orbot        | Massimo Di Benedetto |
| Cubot        | Luca Sandri          |
| Omochao      | Sabrina Bonfitto     |
| Jet          | Andrea De Nisco      |
| Commentatore | Andrea De Nisco      |

## Accoglienza
Filippo Facchetti di Eurogamer diede alla versione per Wii U un punteggio di 6/10, trovandolo un capitolo superfluo per tutti coloro che possedevano uno dei giochi precedenti di Mario & Sonic, ritenendolo poco innovativo per il suo genere.